# Édésios de Cappadoce
Pour les articles homonymes, voir Édésius.
 (mai 2024).
Édésius ou Édésios de Cappadoce — Αἰδέσιος / Aidésios — (né entre 280 et 290 - mort entre 352 et 355) est le fondateur de l'école néoplatonicienne de Pergame en 330. Il était disciple de Jamblique. Son nom est parfois écrit Ædesius, Aidesios.

## Biographie
Eunape de Sardes écrit à son propos : « Aidesios de Cappadoce succéda à l'école de Jamblique ainsi qu'à son cercle de disciples. De noble naissance, il était destiné aux plus hautes distinctions », mais il préféra étudier la philosophie à Athènes. Ensuite, il étudia avec Jamblique en Syrie, à Apamée, pour ensuite fonder l'école de Pergame, en Mysie (aujourd'hui en Turquie). 
L'école de Pergame est peut-être l'école de Jamblique transférée de Syrie (Apamée) en Mysie, à moins qu'il ne s'agisse d'une école indépendante. Cette école cultivait un certain secret : selon Eunape, « Nous ne disposons d'aucun écrit à ce sujet, c'est qu'Édésios lui-même a probablement maintenu le secret en raison de l'époque dans laquelle il vivait » (en effet, lors de son règne, Constantin démolissait les plus fameux sanctuaires et construisait des édifices pour les chrétiens). Ainsi l'école de Pergame cessa d'écrire et de parler dès 332. 